# My Tennessee Mountain Home (sång)
My Tennesse Mountain Home är en sång skriven av Dolly Parton. Den beskriver hennes barndom och ungdom i Tennessee, och spelades in av henne på hennes konceptalbum My Tennessee Mountain Home. Den släpptes på singel i början av 1973, och nådde #15 på USA:s singellista för countrymusik. Den spelades in som cover 1975 av Maria Muldaur, och 2005 av Elisabeth Andreassen på albumet Short Stories. Dolly Parton själv spelade även in den på livealbumet Heartsongs 1994.
En inspelning av Lasse Stefanz med barnkör, med text på svenska av pseudonymen "Mackan", hette "Ett bättre liv" och spelades in på albumet Den lilla klockan 1986.

## Listplaceringar
| Lista (1973)                              | Topplaceringar |
| ----------------------------------------- | -------------- |
| Amerikanska Billboard Hot Country Singles | 15             |
| Kanadensiska RPM Country Tracks           | 10             |

### Fotnoter
1. ↑  ”Short Stories”. Svensk mediedatabas. 26 februari 2005. https://smdb.kb.se/catalog/id/002016282. Läst 19 mars 2017.
2. ↑  ”Den lilla klockan”. Svensk mediedatabas. 26 februari 1986. Arkiverad från originalet den 25 juli 2011. https://web.archive.org/web/20110725185919/http://smdb.kb.se/catalog/id/001890619. Läst 6 april 2008.